# 正義路 (高雄市)
正義路（Jhengyi Rd.）為高雄市三民區及苓雅區的南北向道路，北起於九如一路口，南止於正義路10巷口銜接正義路3巷，是往來三民區、苓雅區的重要道路。
2022年7月5日起，正義路（九如一路至建國一路路段）進行人行道改善工程，預計2023年2月完工。

## 行經行政區域
- 三民區
- 苓雅區

## 沿線設施
（由北至南）
- 正義公園
- 台灣自來水公司南區工程處第一工務所
- 7-ELEVEN寶民門市
- 高雄鐵路綠園道（鐵道街）
- 正義車站
- 全聯福利中心高雄正義店
- 7-ELEVEN好正義門市
- 全家便利商店新義門市
- 麻古茶坊正義店
- 屈臣氏正義門市
- 正義收費停車場
- 八方雲集高雄正義店
- 50嵐正義店
- 晨間廚房正義店

## 公共自行車
- 高雄市公共自行車租賃系統：
  - 正義公園：正義路/九如一路東南側
  - 正義車站(鐵道街)：鐵道街/正義路(西北側)

## 相關連結
- 高雄市主要道路列表